# Nguyễn Thị Năm
Nguyễn Thị Năm (1906 – 9 tháng 7 năm 1953, quê ở Làng Bưởi, ngoại thành Hà Nội), là một địa chủ có công đóng góp tài sản cho Việt Minh trong kháng chiến chống Pháp. Bà nguyên là Hội trưởng Hội Liên hiệp phụ nữ Việt Nam tỉnh Thái Nguyên. Trong cuộc Cải cách ruộng đất, bà bị đấu tố là địa chủ gian ác và là người đầu tiên bị xử bắn.
Bà còn được gọi là Cát Hanh Long vì đây là tên một hiệu buôn do bà làm chủ ở Hải Phòng.

## Sự nghiệp
Bà giỏi làm ăn trên đất cảng Hải Phòng, và đã làm nhiều nghề khác nhau trong đó có buôn bán sắt vụn, và đã sớm thành đạt trên thương trường. Sau đó bà xây nhà mua ruộng như thói thường của người xưa: vừa kinh doanh nơi thành thị, vừa mua ruộng đất bám sát với thôn quê.

### Ủng hộ Việt Minh
Trong kháng chiến chống Pháp, được nhà văn Nguyễn Đình Thi thuyết phục, bà Nguyễn Thị Năm đã đóng góp nhiều tiền bạc, vải vóc, nhà cửa cho Việt Minh.
Sau năm 1945, bà Năm tản cư theo cách mạng lên chiến khu, và mua lại hai đồn điền lớn của "một ông Tây què" tại Thái Nguyên. Hai con trai bà đều đi theo kháng chiến. Trước Cách mạng tháng Tám, gia đình bà từng ủng hộ Việt Minh 20.000 đồng bạc Đông Dương (tương đương bảy trăm lạng vàng lúc bấy giờ) và sau đó giúp đỡ nhiều vật dụng, thóc gạo, y tế và nhà cửa. Khi chính phủ Việt Nam Dân chủ Cộng hòa tổ chức "Tuần lễ vàng", bà đóng góp hơn 100 lạng vàng. Trong suốt thời gian kháng chiến chống Pháp, bà Nguyễn Thị Năm tham gia các cấp lãnh đạo của Hội Phụ nữ của tỉnh Thái Nguyên và Liên khu Việt Bắc, trong đó có 3 năm làm Chủ tịch hội Phụ nữ tỉnh Thái Nguyên. Khi thực hiện lệnh "tiêu thổ kháng chiến", bà đã cho san bằng khu biệt thự Đồng Bẩm tại Thái Nguyên.
Nhiều cán bộ cách mạng, nhiều đơn vị bộ đội thường tá túc trong đồn điền của bà. Bà Nguyễn Thị Năm cũng từng nuôi ăn, giúp đỡ nhiều cán bộ Việt Minh sau này giữ những cương vị quan trọng như Trường Chinh, Hoàng Quốc Việt, Lê Đức Thọ, Phạm Văn Đồng, Hoàng Hữu Nhân, Võ Nguyên Giáp, Nguyễn Chí Thanh, Hoàng Tùng, Vũ Quốc Uy, Hoàng Thế Thiện, Lê Thanh Nghị...
Bà còn "đã phóng xe nhà treo cờ đỏ sao vàng từ Hải Phòng lên thẳng chiến khu qua thành phố Thái Nguyên, nơi quân Nhật còn chiếm đóng đến Đồng Bẩm, Đình Cả, Võ Nhai để báo cho con trai và các đồng chí của mình tin Hà Nội đã giành được chính quyền".

## Trong Cải cách ruộng đất

### Án trạng và xét xử
Khi Cuộc cải cách ruộng đất triển khai vào năm 1953, những hành động yêu nước của Nguyễn Thị Năm bị cố vấn Trung Quốc cho là "giả dối nhằm chui sâu, leo cao vào hàng ngũ cách mạng để phá hoại." và bà trở thành địa chủ đầu tiên bị đem ra "xử lý". Bà bị lên án với tội danh "tư sản địa chủ cường hào gian ác".
Theo hồi ký Trần Huy Liệu, lúc đó là uỷ viên Thường trực Quốc hội, thanh tra Cải cách Ruộng đất tại Thái Nguyên, thì cuộc đấu tố bà Năm được tổ chức ngày 22 tháng 5 năm 1953, với sự tham dự của gần 1 vạn người. Cũng theo ông Liệu, hai con trai của bà Năm lúc đó cũng bị đấu tố.
Theo Website báo Nhân Dân lưu trữ số 125, từ ngày 21 đến ngày 25 tháng 7 năm 1953, theo tờ báo thì Hồ Chí Minh với bút danh C.B đã đăng bài "Địa chủ ác ghê", kể tội Nguyễn Thị Năm là "Làm chết 32 gia đình gồm có 200 người... Giết chết 14 nông dân, Tra tấn đánh đập hằng chục nông dân...". Cũng theo đó, Nguyễn Thị Năm đã "thông đồng với Pháp và Nhật để bắt bớ cán bộ. Sau Cách mạng tháng Tám, chúng đã thông đồng với giặc Pháp và Việt gian bù nhìn để phá hoại kháng chiến" và cũng theo đó thì Nguyễn Thị Năm "không thể chối cãi, đã thú nhận thật cả những tội ác". Tuy nhiên, theo "Biên niên tiểu sử" của Hồ Chủ tịch trên trang web của Bảo tàng Hồ Chí Minh có ghi nhận chi tiết về hoạt động từng ngày của Hồ Chí Minh thì ông chỉ có bài "Địa chủ phản động ác ghê" đăng trên báo Cứu Quốc số 2459, ngày 2/11/1953, ký bút danh Đ.X, nhưng nội dung bài báo này khác hẳn so với nội dung của bài báo "Địa chủ ác ghê" nói trên. Bên cạnh đó trong biên niên hoạt động của Hồ Chí Minh và tư liệu báo chí thuộc thư viện Quốc gia Việt Nam vào tháng 7/1953 cũng không tìm thấy bài báo "địa chủ ác ghê" mà chỉ ghi nhận 5 bài báo trên báo Nhân dân với bút danh C.B đăng trên các số 121, 123, 124 và 126 trong tháng 7/1953, không có nội dung nào liên quan đến vấn đề cải cách ruộng đất.

### Vụ án
Sau những cuộc đấu tố, với đủ các thứ tội ác bị gán ghép, bà đã bị đem ra xử bắn ở Đồng Bẩm, tỉnh Thái Nguyên vào 29 tháng 5 âm lịch (tức 9 tháng 7) năm 1953 và được báo chí đương thời coi là phát súng hiệu cho một cuộc vận động "long trời lở đất". Bà Năm bị đem ra trước công chúng đấu tố ba lần trước khi đem xử bắn.
Trong hồi ký Giọt nước trong biển cả, Hoàng Văn Hoan cho rằng Ủy ban Cải cách ruộng đất tại địa phương tự cho phép các đội Cải cách ruộng đất được bắn vào địa chủ gian ác để nâng cao khí thế nông dân. Việc bắn địa chủ mở đầu từ Thái Nguyên (Nguyễn Thị Năm) sau lan tràn đi nhiều nơi, coi là một phương pháp tốt, để nâng cao uy thế của nông dân.
Theo Hoàng Tùng viết trong hồi ký Những kỷ niệm về Bác Hồ thì: khi thấy cố vấn Trung Quốc bảo phải xử tử Nguyễn Thị Năm, Hoàng Quốc Việt (ủy viên Trung ương Đảng, ủy viên ban lãnh đạo Cải cách Ruộng đất trung ương, phụ trách Cải cách ở Thái Nguyên) đến báo cáo với Hồ Chí Minh ý kiến của cố vấn. Hồ Chí Minh hứa với Hoàng Quốc Việt sẽ nói với Trường Chinh, Trưởng ban chỉ đạo trong cải cách ruộng đất, nhưng ông không làm. Hơn nữa, Hồ Chí Minh đã giữ im lặng vì sợ gây mâu thuẫn với cố vấn Trung Quốc. Hồ Chí Minh nói: "Không ổn! Không thể mở đầu chiến dịch bằng cách nổ súng vào một phụ nữ, mà người phụ nữ ấy lại là người từng nuôi cán bộ cộng sản, là mẹ một trung đoàn trưởng Quân đội Nhân dân Việt Nam đang tại chức!". Cũng theo hồi ký của Hoàng Tùng thì: "Chọn địa chủ Nguyễn Thị Năm để làm trước là do có người mách cho cố vấn Trung Quốc". Họp Bộ Chính trị, Hồ Chí Minh nói: "Tôi đồng ý người có tội thì phải xử thôi, nhưng tôi cho là không phải đạo nếu phát súng đầu tiên lại nổ vào người đàn bà, mà người ấy lại giúp đỡ cho cách mạng.", "Người Pháp nói không nên đánh vào đàn bà, dù chỉ đánh bằng một cành hoa". Sau cố vấn Trung Quốc là La Quý Ba đề nghị mãi, Hồ Chí Minh nói: "Thôi, tôi theo đa số chứ tôi vẫn cứ cho là không phải", và họ cứ thế làm.

## Đánh giá
Theo cuốn Làm người là khó Đoàn Duy Thành cho rằng vụ xử bắn Nguyễn Thị Năm có 3 điều sai chính sách (bà Năm thuộc vào cả ba diện đáng ra phải được chiếu cố theo Luật Cải cách ruộng đất Quốc hội Khóa I thông qua: Địa chủ kháng chiến, địa chủ kiêm công thương, địa chủ hiến ruộng cho cách mạng), đồng thời không hợp đạo lý của người Việt Nam khi bắn một địa chủ là nữ, không phải cường hào gian ác. Khi Đoàn Duy Thành trao đổi với Trần Phương về việc này thì được trả lời: "Cậu tập trung vào học tập chỉnh huấn, kiểm điểm cho tốt để báo cáo được thông qua. Còn việc đó nói gì cũng không được đâu, có khi còn nguy hiểm nữa... chúng ta sẽ bàn sau..."
Năm 1955-1956, khi Đảng Cộng sản Việt Nam tổ chức sửa sai cuộc cải cách ruộng đất, trường hợp mang tính điển hình của vụ Nguyễn Thị Năm vẫn không được giải tỏa.
Ngày 10 tháng 11 năm 2001, trong một văn bản chứng nhận, Đại tướng Võ Nguyên Giáp đã viết: "Bà Nguyễn Thị Năm tức Cát Hanh Long là một địa chủ có tinh thần yêu nước, trong kháng chiến đã từng giúp đỡ bộ đội. Bản thân tôi và Đại tướng Nguyễn Chí Thanh có lúc đã ở lại nhà bà. Trong những buổi họp sửa sai, chính Bác Hồ, đồng chí Trường Chinh và đồng chí Lê Văn Lương đều cho rằng xử trí bà Nguyễn Thị Năm là một sai lầm".
Ngày 6 tháng 12 năm 2001, Hoàng Tùng, (khi xảy ra vụ việc là Chánh Văn phòng Trung ương Đảng) cũng xác nhận: "Tôi biết gia đình bà Nguyễn Thị Năm và hoạt động của bà và các con bà từ năm 1948 đến 1953... Việc xảy ra lâu rồi, không tài nào thay đổi được. Song có thể sửa bằng cách minh oan cho bà Năm và ghi nhận sự cống hiến của bà và gia đình đối với công việc giải phóng dân tộc..."

## Gia đình
Nguyễn Thị Năm có hai người con trai Nguyễn Hanh và Nguyễn Cát (lúc hoạt động bí mật có tên là Hoàng Công). Thương hiệu Cát Hanh Long là ghép tên của hai người con.
Hai con trai của bà đều theo Việt Minh đi bộ đội. Ông Nguyễn Hanh từng hộ tống đoàn đại biểu chính phủ do các ông Nguyễn Lương Bằng, Trần Huy Liệu... vào Huế nhận ấn kiếm khi vua Bảo Đại thoái vị năm 1945. Ông Nguyễn Cát thì sau trở thành một Trung đoàn trưởng của Sư đoàn 308.
Khi bà Nguyễn Thị Năm bị xử bắn, hai người con đang đi công tác tại Trung Quốc nên không biết (Theo ông Trần Huy Liệu thì hai con trai của bà cũng bị đấu tố vào lần 2, xem ở trên). Mặc dù đi bộ đội và có công với lực lượng Việt Minh, năm 1953 Nguyễn Hanh và Nguyễn Cát bị địa phương triệu về và phải đi cải tạo đến cuối năm 1956 mới được thả về.
Những năm cuối thập niên 1950, ông Hanh vào làm trong Văn phòng Ty Kiến trúc Thái Nguyên, rồi về Hà Nội làm ở một xí nghiệp dược phẩm. Vợ ông Hanh thì dạy ở một trường tiểu học. Các cháu của bà Nguyễn Thị Năm vì lý lịch gia đình thuộc thành phần địa chủ nên từng bị trả hồ sơ khi xin việc và cũng không được gia nhập Đảng Cộng sản Việt Nam. Người con thứ là ông Nguyễn Cát thì chuyển ngành sang Ty Thương nghiệp rồi sau đó gia đình ông cũng về Hà Nội. Năm 1998 ông Nguyễn Hanh và ông Nguyễn Cát được công nhận là cán bộ hoạt động lâu năm, cán bộ tiền khởi nghĩa.
Sau nhiều năm cố gắng, đến năm 1990, gia đình mới tìm được hài cốt của bà Năm tại Đồng Bẩm.

### Yêu cầu phục hồi danh dự
Trong nhiều năm, ông Nguyễn Hanh cùng bà Diệp vẫn đứng đơn đề nghị các cá nhân và cơ quan có trách nhiệm thực hiện Nghị định số 28/CP của Chính phủ ban hành ngày 29 tháng 04 năm 1995, theo đó đề nghị của gia đình ông Hanh nhiều năm nay là nên xét thưởng Huân chương Kháng chiến chống Pháp và truy tặng danh hiệu Liệt sĩ cho bà Nguyễn Thị Năm. Dù đã nhiều lần lên tiếng yêu cầu từ năm 1995 đến năm 2014 qua những lá thư gửi lên địa phương và trung ương đòi phục hồi danh dự cho mẹ nhưng gia đình không nhận được hồi âm.